# Провулок Ольги Кобилянської (Київ)
Прову́лок О́льги Кобиля́нської — провулок у Солом'янському районі м. Києва, місцевість Олександрівська слобідка. Пролягає від вулиці Ольги Кобилянської до кінця забудови.

## Історія
Виник у 30-х роках ХХ століття, мав назву Петрівський провулок. Сучасна назва — з 1955 року.